# Het korte tweede leven van Bree Tanner
Het Korte Tweede Leven van Bree Tanner (Engels: The Short Second Life of Bree Tanner) is een novelle geschreven door de Amerikaanse schrijfster Stephenie Meyer. Het boek speelt zich af tijdens de gebeurtenissen in Eclips en verhaalt over het korte tweede leven van een jonge vampier genaamd Bree Tanner. Meyer liet het boek aan regisseur David Slade, scenarioschrijver Melissa Rosenberg en een paar andere crewleden en acteurs lezen tijdens de productie van The Twilight Saga: Eclipse.

## Verhaal
Het verhaal gaat over van een van de nieuwelingen in het leger van Victoria in Eclips, Bree Tanner. De novelle registreert de ontwikkelingen binnen het nieuwelingenleger en hun achtervolging van Bella Swan en de Cullens, tot hun onvermijdelijke ontmoeting.